# Муж и жена
«Муж и жена» (азерб. Ər və Arvad) — первая музыкальная комедия в трёх действиях азербайджанского композитора Узеира Гаджибекова, первый образец подобного жанра в Азербайджане. Либретто произведения также написано Гаджибековым. «Муж и жена» открыла музыкальную трилогию Гаджибекова, в которую вошли также музыкальные комедии «Не та, так эта», «Аршин мал алан».
В комедии последовательно и динамично раскрывается семейно-бытовая тема, протест против угнетенного положения в семье и обществе женщины-азербайджанки. Простота фабулы, несложность сценического действия, небольшое число действующих лиц придают произведению черты водевиля.
Премьера оперетты состоялась 24 мая (6 июня) 1910 года в Баку, в театре-цирке братьев Никитиных. В ролях выступили Гусейнкули Сарабский (Марджан бек), Ахмед Агдамский (Миннат ханум), М. X. Терегулов (Сэфи), Мирзага Алиев (Кербалай Кубад) и др. Режиссёром был Гусейн Араблинский, а дирижировал сам автор. «Муж и жена» ставилась также на сцене других театров Азербайджана (в Нахичеване, Агдаме, Шеки и т. д.).